# Felipe de la Morena y Calvet
Felipe de la Morena y Calvet (* 22. Oktober 1927 in Madrid) ist ein spanischer Diplomat.

## Leben
Er studierte Rechtswissenschaft und schloss die Escuela Diplomática am 8. Juni 1956 ab. 1971 leitete Morena die Osteuropaabteilung des Außenministeriums unter Gregorio López-Bravo.
Vom 9. Februar 1974 bis zum 21. Juli 1975 war Morena im Planungsministerium als Director del Gabinete Técnico beschäftigt.
Am 10. Juli 1978 wurde er spanischer Botschafter bei Ye Jianying in Peking. Am 24. September 1982 wurde er Generaldirektor für die Abteilung Iberoamerika im Außenministerium unter José Pedro Pérez-Llorca. Im April 1983 wurde er Botschafter bei Hafiz al-Assad in Damaskus, Syrien.
Vom 28. Juli 1983 bis 26. Februar 1987 war er Botschafter bei Spyros Kyprianou mit Dienstsitz in Damaskus.
Bis 1990 war Morena Botschafter bei Zine el-Abidine Ben Ali in Tunis Tunesien.
Am 22. Oktober 1992 wurde Morena in den Ruhestand versetzt. Er blieb ständiger Vertreter Spaniens bei der Westeuropäischen Union.
Im Oktober 1996 war er einer der Verwalter der Urbanización La Zagaleta Sociedad Limitada in der Nähe von Málaga. 2001 wurde er zum Commander des Order of the British Empire (CBE) für seine Dienste um die UK-spanische Kultur berufen.